# Искусство и язык
Искусство и язык (англ. Art & Language) — группа концептуальных художников, которая претерпела множество изменений с момента своего создания в конце 1960-х. Их ранние работы, как и журнал Язык Искусства (англ. Art-Language), впервые опубликованный в 1969, оказали большое влияние на развитие концептуального искусства в Великобритании и США.
В «A Provisional History of Art & Language» Чарльз Харрисон (Charles Harrison) и Fred Orton выделили три основные фазы в истории группы — ранние годы, до 1972, публикация журнала «Язык Искусства»; средний период разделен между Нью-Йорком и Англией и связан с публикацией журнала «The Fox» (перестал издаваться в 1976); период после 1977, на протяжении которого были созданы картины. В этот период группа «Искусство и язык» была представлена тремя людьми, художниками Майклом Болдуином, Мелом Рамсденом и критиком Чарльзом Харрисоном. С самого начала группа «Искусство и язык» подвергла сомнению критические предпосылки модернизма. Большинство ранних работ состояло в детальных дискуссиях по этим вопросам, представленных в их журнале или в контексте галереи. Однако они также создавали произведения концептуального искусства, такие как «Map Not to Indicate» (1967). Живопись, которая появилась после 1977, исследовала критические вопросы живописной практики.

## История
Группа «Искусство и язык» была основана в 1967—1968 в Великобритании художниками Терри Аткинсоном (англ. Terry Atkinson), Дэвидом Бэйнбриджем (англ. David Bainbridge), Майклом Болдуином (англ. Michael Baldwin) и Гарольдом Харрелом (англ. Harold Hurrell), которые начали сотрудничать около 1966. Название группы происходит от их журнала Язык Искусства (англ. Art-Language). Чарльз Харрисон (англ. Charles Harrison) и Мел Рамсден (англ. Mel Ramsden) присоединились к группе в 1970, между 1968 и 1982 около 50 человек были связаны с группой. Среди других участников группы в начале 1970-х были Ян Берн (Ian Burn),  Майкл Коррис (Michael Corris), Престон Хеллер (Preston Heller), Грэхем Говард (Graham Howard), Джозеф Кошут, Эндрю Менард (Andrew Menard), Терри Смит (Terry Smith), Филипп Пилкингтон (Philip Pilkington) и Дэвид Раштон (David Rushton).
На протяжении 1970-х группа «Искусство и язык» рассматривала вопросы, связанные с производством искусства, стремилась перейти от обычных «неязыковых» форм искусства, таких как живопись и скульптура, к работам более теоретического характера. Группа часто полемизировала с такими критиками как Клемент Гринберг и Майкл Фрид (англ. Michael Fried).
Члены группы «Искусство и язык» приняли участие в «Документе» в 1972 (участвовали Терри Аткинсон, Дэвид Бэйнбридж, Майкл Болдуин, Гарольд Харрел, Филипп Пилкингтон, Дэвид Раштон и будущий американский редактор журнала «Искусство-язык» Джозеф Кошут.
Ян Берн (Ian Burn) и Мел Рамсден (Mel Ramsden) основали «Общество теоретического искусства и анализа» (англ. The Society for Theoretical Art and Analysis) в Нью-Йорке в конце 1960-х. Нью-йоркская группа распалась после 1975 из-за разногласий по поводу основных принципов сотрудничества. Karl Beveridge и Carol Condé, которые были периферийными членами в Нью-Йорке, вернулись в Канаду, где сотрудничали с профсоюзами и общественными группами.
К концу 1970-х группа существенно сократилась до Майкла Болдуина, Чарльза Харрисона и Мела Рамсдена. Политический анализ, который развивался внутри группы, привел к тому, что многие члены группы переключились на более активные политические практики. Ян Берн и Терри Смит вернулись в Австралию, где объединили усилия с Ian Milliss, концептуальным художником, который начал работать с профсоюзами в начале 1970-х, создали Союз Медиа Услуг (Union Media Services), дизайн-студию, специализирующуюся на социальном маркетинге. Другие члены переключились на другие творческие, академические и «политизированные» профессии.
В 1986 остатки группы были номинированы на Премию Тернера.
В 1999 «Искусство и язык» выставлялась в Музее современного искусства в Нью-Йорке с большой инсталляцией «The Artist Out of Work». Это была реконструкция их диалогических и других практик, кураторами выступили Майкл Коррис (Michael Corris) и Neil Powell. Эта выставка последовала за экспозицией «Global Conceptualism: Points of Origin» в Queens Museum of Art в Нью-Йорке. Выставка в Музее современного искусства предлагала альтернативный отчет о прошлом и наследии «классического» концептуального искусства и усиливала трансатлантическую, а не национальную версию событий 1968—1972.

## Персональные выставки
| год  | Персональные выставки |
| ---- | --- |
| 1967 | - Hardware Show - Architectural Association, London. |
| 1968 | - Dematerialisation Show - Ikon Gallery, London. - VAT 68 - The Herbert Art Gallery, Coventry. |
| 1969 | - Art & Language - Pinacotheca Gallery, Melbourne. |
| 1971 | - The Air-Conditioning Show - Visual Arts Gallery, New York. - Art & Language - Galerie Daniel Templon, Paris. - Art & Language - Galleria Sperone, Turin. - Tape Show: Exhibition of Lectures - Dain Gallery, New York. - Questionnaire - Galleria Daniel Templon, Milan. |
| 1972 | - The Art & Language Institute - Galerie Daniel Templon, Paris. - Documenta Memorandum - Galerie Paul Maenz, Cologne. - Analytical Art - Galerie Daniel Templon, Paris |
| 1973 | - Index 002 Bxal - John Weber Gallery, New York. - Art & Language - Galerie Paul Maenz, Cologne. - Art & Language - Lisson Gallery, Londres. - Annotations - Galerie Daniel Templon, Paris. |
| 1974 | - Art & Language - Galleria Sperone, TurinGalerie Paul Maenz, Cologne. - Art & Language - Galerie Bischofberger, Zurich. - Art & Language - Galleria Schema, Florence. - Art & Language - Lisson Gallery, Londres. - Art & Language - Galerie MTL, Bruxelles. - Art & Language - Studentski Kulturni Centar, Belgrade. |
| 1975 | - Art & Language New York ↔ Australia - Art Gallery of New South Wales, Sydney, and the National Gallery of Victoria, Melbourne. - Art & Language - Foksal Gallery, Varsovie. - Dialectical Materialism - Galleria Schema, Florence. - Art & Language - Galerie Ghislain Mollet-Viéville, Paris. - Art & Language - Galerie MTL, Bruxelles. - ‘Piggy-Cur-Perfect’ - Auckland City Art Gallery, Auckland. - Music-Language - John Weber Gallery, New York. |
| 1976 | - Music-Language - Galerie Eric Fabre, Paris. - Art & Language - Museum of Modern Art, Oxford. |
| 1977 | - 10 Posters: Illustrations for Art-Language - Robert Self Gallery, Londres. - Music-Language - Galleria Lia Rumma, Rome et Naples. |
| 1978 | - Flags for Organisations - Cultureel Informatief Centrum, Ghent. - Flags for Organisations - Lisson Gallery, Londres. |
| 1979 | - Ils donnent leur sang ; donnez votre travail - Galerie Eric Fabre, Paris. |
| 1980 | - Portraits of V.I. Lenin in the Style of Jackson Pollock, University Gallery, Leeds. - Portraits of V.I. Lenin in the Style of Jackson Pollock, Lisson Gallery, Londres. - Portraits of V.I. Lenin in the Style of Jackson Pollock, Van Abbemuseum, Eindhoven. |
| 1981 | - Portraits of V.I. Lenin in the Style of Jackson Pollock - Centre d'art contemporain, Genève. - Gustave Courbet "Burial at Ornans" Expressing - Galerie Eric Fabre, Paris. |
| 1982 | - Index : Studio at 3 Wesley Place Painted by Mouth - De Veeshal, Middelburg. - Art & Language retrospective - Musée d'Art Moderne, Toulon. |
| 1983 | - Index : Studio at 3 Wesley Place I, II, III, IV - Gewald, Ghent. |
| 1986 | - Confessions : Incidents in a Museum - Lisson Gallery, Londres. |
| 1987 | - Art & Language : The Paintings - Palais des Beaux-Arts, Bruxelles. |
| 1990 | - Hostages XXIV-XXXV - Marian Goodman Gallery, New York. |
| 1993 | - Art & Language - Galerie Nationale du Jeu de Paume, Paris. |
| 1995 | - Art & Language and Luhmann - Kunstraum, Vienne. |
| 1996 | - Sighs Trapped by Liars - Galerie de Paris, Paris. |
| 1999 | - Art & Language in Practice - Fundacio Antoni Tàpies, Barcelone. - Cinco ensayos - Galerià Juana de Aizpuru, Madrid. - The Artist out of Work: Art & Language 1972-1981 - P.S.1 Contemporary Art Center, New York. |
| 2000 | - Art & Language & Luhmann No.2 - ZKM, Karlsruhe. |
| 2002 | - Too Dark to Read : Motifs Rétrospectifs - Musée d'art moderne de Lille Métropole, Villeneuve-d'Ascq. |
| 2003 | - Art & Language - Migros Museum für Gegenwartskunst, Zurich. |
| 2004 | - Art & Language - CAC Màlaga, Màlaga. |
| 2005 | - Hard to Say When - Lisson Gallery, Londres. |
| 2006 | - Il ne reste qu'à chanter - Galerie de l'Erban, Nantes Архивная копия от 5 августа 2017 на Wayback Machine (Miroirs, 1965, Karaoke, 1975-2005) et - Il ne reste qu'à chanter - Château de la Bainerie (travaux 1965-2005), Tiercé. |
| 2008 | - Brouillages/Blurrings - Galerie Taddeus Ropac, Paris. |
| 2009 | - Art & Language - Espoo Museum of Modern Art, Helsinki. |
| 2010 | - Portraits and a Dream - Lisson Gallery, Londres. - Art & Language - Rhona Hoffman Gallery, Chicago. |
| 2011 | - Badges - Mulier Mulier Gallery, Knokke. |
| 2013 | - Letters to the Red Krayola - Kadel Wilborn Gallery, Düsseldorf. - Art & Language - Museum Dhont-Dhaenens, Deurle. - Art & Language - Garage Cosmos, Bruxelles. |
| 2014 | - Art & Language Uncompleted : The Philippe Méaille Collection - MACBA, Barcelone. - Nobody Spoke - Lisson Gallery, Londres. |
| 2016 | - Art & Language - Château de Montsoreau - Musée d'art contemporain, Montsoreau. - Not that it is needed now - Mulier Mulier Gallery, Knokke-Zoute. |
| 2018 | - Art & Language Reality (Dark) Fragments (Light) - Château de Montsoreau - Musée d'art contemporain, Montsoreau. |